# Câmara Interbancária de Pagamentos
A Câmara Interbancária de Pagamentos  (CIP) é uma câmara de compensação de sociedade civil, sem fins lucrativos, que faz parte do Sistema de Pagamentos Brasileiro, fiscalizada pelo Banco Central do Brasil. Foi criada em 2001, com o nome de Clearingban e com o objetivo de criar e operar o Sistema de Transferência de Fundos (SITRAF). Este sistema realiza compensação e liquidação de Transferência Eletrônica Disponível (TED) bancárias, dentre outras operações.

## História
Em 10 de abril de 2001, surgiu CLEARINGBAN para criar o SITRAF - Sistema de Transferência de Fundos em tempo real. Em 21 de junho, a CLEARINGBAN passou a ser denominada CIP – Câmara Interbancária de Pagamentos.
Em 6 de dezembro de 2002 se deu o início da operação do SITRAF para processamento de Transferências Eletrônicas Disponíveis (TED).
Em 18 de fevereiro de 2004, se deu o início das operações do SILOC para processamento de Documentos de Ordem de Crédito (DOC), as
operações para processamento dos Boletos de Pagamento pelo SILOC iniciaram no ano seguinte.

## Certificações
- 2 de março de 2007 - ISO 27001:2005 -  Segurança da Informação
- 25 de abril de 2014 - ISO 22301:2012 - Continuidade de Negócios

## Prêmios
- 1 de janeiro de 2009 - “Distinguished Innovator” pela Business Software Alliance.
- 2 de janeiro de 2009 - SILOC - Sistema de Liquidação Diferida das Transferências Interbancárias de Ordens de Crédito é premiado pelo case “Destaque - Fábrica de Software” com o V Prêmio Relatório Bancário.
- 1 de janeiro de 2010 - A CIP é premiada pelo case “Inovação em Meios de Pagamentos” com o IX Prêmio efinance.
- 14 de novembro de 2012 - C3 – Câmara de Cessão de Crédito é premiada pelo case “Segurança de Cessão de Crédito”com o XI Prêmio efinance e pelo case “Reconhecimento Especial” com o VIII Prêmio Relatório Bancário.
- 14 de novembro de 2012 - DDA – Boleto Eletrônico é premiado pelo case “Destaque - Melhor Solução ou Serviço para Cobrança” com o VIII Prêmio Relatório Bancário por ampliar o serviço para pagamentos de contas vencidas.
- 1 de janeiro de 2013 - Cheque Legal é premiado pelo case “Especial Consulta de Cheque” com o XII Prêmio efinance.
- 1 de fevereiro de 2013 - STD é premiado pelo case “Melhor solução para Comunicação Unificada” com o IX Prêmio Relatório Bancário 2013.
- 14 de agosto de 2019 - PCR é premiada no 7º Prêmio da Inovação Financeira da Federación Latinoamericana de Bancos – FELABAN.

## Relacionamentos colaborativos
- FEBRABAN (Federação Brasileira dos Bancos)
- ABAC (Associação Brasileira de Administradoras de Consórcio)
- ABBC (Associação Brasileira de Bancos)
- ABBI (Associação Brasileira de Bancos Internacionais)
- ABDE (Associação Brasileira de Instituições Financeiras de Desenvolvimento)
- ABECIP (Associação Brasileira das Entidades de Crédito Imobiliário e Poupança)
- ABECS (Associação Brasileira das Empresas de Cartões de Créditos e Serviços)
- ABEL (Associação Brasileira das Empresas de Leasing)
- ABNT (Associação Brasileira de Normas Técnicas)
- ACREFI (Associação Nacional das Instituições de Crédito, Financiamento e Investimento)
- ANBIMA (Associação Brasileira das Entidades dos Mercados Financeiro e de Capitais)
- ANEF (Associação Nacional das Empresas Financeiras das Montadoras)
- ASBACE (Associação Brasileira de Bancos Estaduais)
- BIS (Bank for International Settlements)
- B3
- DATAPREV
- INSS (Instituto Nacional de Seguro Social)
- IPTB (Instituto de Protesto de Títulos Brasileiros)
- ISO (International Organization for Standardization)
- TIVIT

### Relacionamentos Internacionais
- BANCO MUNDIAL
- GPF - NACHA e membros associados
- IPFA e membros associados
- ISO 20022 - RMG (Registration Management Group)
- GARTNER